# Scopoides
Scopoides là một chi nhện trong họ Gnaphosidae.